# Hans Mittermayer
Hans Mittermayer (* 4. Mai 1912 in Mönchhof; † unbekannt) war ein österreichischer, nationalsozialistischer Politiker und Mühlenbesitzer aus Lackendorf. Er hatte ab 1938 das Amt des Kreisorganisationsleiters im Kreis Oberpullendorf inne und wurde am 15. März 1938 von Gauleiter Tobias Portschy zum Mitglied des Burgenländischen Landtags ernannt. Am 12. Mai 1938 beantragte er die Aufnahme in die NSDAP und wurde rückwirkend zum 1. Mai desselben Jahres aufgenommen (Mitgliedsnummer 6.134.343).